# پارک هه ریون
پارک هه ریون (کره‌ای: 박혜련) فیلم‌نامه‌نویس اهل کره جنوبی است. او بیشتر به خاطر نویسندگی درام‌های کره‌ای مشهور رؤیای بلند (۲۰۱۱)، می‌توانم صدایت را بشنوم (۲۰۱۳)، پینوکیو (۲۰۱۴–۲۰۱۵)، وقتی تو خواب بودی (۲۰۱۷)، و استارت آپ (۲۰۲۰) شناخته می‌شود.

## فیلم‌شناسی

### تلویزیون
| عنوان                    | عنوان کره‌ای        | شبکه و زمان پخش                | دورهٔ پخش                        | قسمت | میانگین ریتینگ✝ |
| ------------------------ | ------------------ | ------------------------------ | ------------------------------- | ---- | --------------- |
| بی‌وقفه ۵                 | 논스톱۵            | ام‌بی‌سی، دوشنبه-جمعه ۱۸:۵۰      | ۴ اکتبر ۲۰۰۴–۲۱ اکتبر ۲۰۰۵      | ۲۵۷  | —               |
| نه به تنهایی             | 혼자가 아니야      | اس‌بی‌اس، دوشنبه ۲۰:۵۰           | ۱۱ اکتبر ۲۰۰۴ - جمعه ۲۱, ۲۰۰۵   | ۱۸   | —               |
| عجیب‌تر از بهشت           | 천국보다 낯선      | اس‌بی‌اس، دوشنبه-سه‌شنبه ۲۱:۵۵    | ۳۱ ژوئیه - ۱۹ سپتامبر ۲۰۰۶      | ۱۶   | ۳٫۶٪            |
| کارل رو بگیر! اوه سوجونگ | 칼잡이 오수정      | اس‌بی‌اس، شنبه-یکشنبه ۲۱:۴۵      | ۲۸ ژوئیه - ۱۶ سپتامبر ۲۰۰۷      | ۱۶   | ۱۳٫۳٪           |
| لبخند کیمچی پنیر         | 김치 치즈 스마일   | ام‌بی‌سی، دوشنبه-جمعه ۲۰:۲۰      | ۲۳ ژوئیه ۲۰۰۷–۱۸ ژانویه ۲۰۰۸    | ۱۲۱  | ۷٫۸٪            |
| رؤیای بلند               | 드림하이           | کی‌بی‌اس۲، دوشنبه-سه‌شنبه ۲۱:۵۵   | ۳ ژانویه - ۲۸ فوریه ۲۰۱۱        | ۱۶   | ۱۵٫۷٪           |
| می‌توانم صدایت را بشنوم   | 너의 목소리가 들려 | اس‌بی‌اس، چهارشنبه-پنجشنبه ۲۱:۵۵ | ۵ ژوئن - ۱ اوت ۲۰۱۳             | ۱۸   | ۱۸٫۸٪           |
| پینوکیو                  | 피노키오           | اس‌بی‌اس، چهارشنبه-پنجشنبه ۲۱:۵۵ | ۱۲ نوامبر ۲۰۱۴ – ۱۵ ژانویه ۲۰۱۵ | ۲۰   | ۱۰٫۶٪           |
| ورق برگردان              | 페이지 터너        | کی‌بی‌اس۲، شنبه ۲۲:۳۵            | ۲۶ مارس - ۹ آوریل ۲۰۱۶          | ۳    | ۴٫۰٪            |
| وقتی تو خواب بودی        | 당신이 잠든 사이에 | اس‌بی‌اس، چهارشنبه-پنجشنبه ۲۲:۰۰ | ۲۷ سپتامبر - ۱۶ نوامبر ۲۰۱۷     | ۳۲   | ۸٫۳٪            |
| استارت آپ                | 스타트업           | تی‌وی‌ان، شنبه-یکشنبه ۲۱:۴۰      | ۱۷ اکتبر – ۶ دسامبر ۲۰۲۰        | ۱۶   | ۴٫۶٪            |

^  From AGB Nielsen nationwide ratings

### فیلم
- هلکتس (۲۰۰۸)